# Dan Botta
Dan Botta (n. 26 septembrie 1907, Adjud, Putna, România – d. 13 ianuarie 1958, București, România) a fost un poet, eseist și traducător român din perioada interbelică, frate al actorului și poetului Emil Botta. Tatăl, medic, provine dintr-o veche familie ardelenească. Mama era corsicană, născută Franceschi. Dan Botta era licențiat în greacă veche, latină, drept și educație fizică.

## Viața și familia
Descendent al unei familii nobiliare ardelene care cuprindea foști voievozi ai cetății și ținutului Chioarului din Maramureș, Dan Botta urmează școala primară la Adjud și începe studiile liceale la Liceul "Unirea" din Focșani, continuându-le la Colegiul "Sf. Sava" din București. Urmează apoi studii universitare clasice (limba latină și limba greacă) la Facultatea de Litere a Universității din București, fiind dublu licențiat în Educație Fizică și Sport. Publică în diverse reviste: Rampa, Gândirea, Vremea, La Nation Roumaine, etc. Participă la conferințele grupului "Criterion" și este cooptat în comitetul de redacție al revistei, apoi va face parte, sub conducerea sociologului Dimitrie Gusti, din comitetul de direcție al Enciclopediei României, proiectul debutând în 1938.
Debutul are loc în 1931 cu volumul de poezii „Eulalii”. Personalitatea stilistică a acestei poezii stă deopotrivă ca și a colegilor de generație Emil Gulian și Simion Stolnicu, sub zările autohtone barbiene și sub fantasticul misterios și tragic al lui Edgar Allan Poe. Cuvântul gustat și visat al acestor tineri triumviri poetici este eleat. De altfel, Simion Stolnicu își intitulează unul dintre volume: „Pod eleat”. Eleații Parmenide, Zenon și Melissos susțineau unitatea, imobilitatea și imuabilitatea existentului, considerând iluzorie multiplicitatea, mișcarea și devenirea. Ridicarea așadar în „nadirul latent” vine la Dan Botta pe mai multe căi. Corsican după mamă, el va avea nostalgia coloniei Eleea, aflată în aceeași geografie mediteraneană cu locurile natale ale aceleia ce i-a dat viață. Pe lângă volumul de versuri Eulalii, a publicat, în timpul vieții, două volume de eseuri. Postum au apărut patru volume de Scrieri. Pe lângă opera originală, este și autor al unor traduceri din literatura universală: poeziile lui Edgar Allan Poe și romanul "Oile Domnului" (A Lã e a Neve), al scriitorului portughez Ferreira de Castro.

## Detalii despre operele sale
Înclinarea „cu program” spre vechea Eladă – dovadă între altele complementaritatea studiilor universitare făcute! – este învățată prin marii lirici romantici germani (Hӧlderlin, Novalis), pe de o parte, iar pe de alta de la idealismul târziu al lui Nietzsche.
Îndemnul de a avea comportare eroică în fața vieții, înfruntând iraționalismul prin creația artistică pură este dat, însă, de „Existența tragică” a lui D.D. Roșca.
Poetul are imaginația fantastă, tensiune reală în conductele capilare ale poemelor, nostalgia aproape parnasiană spre armonie universală, exaltând ideea perfecțiunii. O confesiune așezată drept succintă prefață la poeziile sale este cu adevărat eroică în crezu-i: „Dar chiar dacă pământul ca fi o stea incandescentă, un munte în flăcări și tot farmecul vieții ca fi pierit, visurile poeților îl vor învălui într-o ceață. Și ceea ce va rămâne etern și indescifrabil (subl. n.) – muzele și zâmbetul zeilor”. În această sintagmă se află întregul crez al lui Dan Botta despre artă, ce trebuie să fie „eternă și indescifrabilă”, cu alte cuvinte, „eleată”. Sub protecția misterioasă a Marelui Anonim blagian, am fi înclinați să rostim la prima concluzie, dacă nu ne-am aminti celebra polemică din epocă asupra paternității metaforei de „spațiu mioritic”... Cu un asemenea ideal al perfecțiunii cristaline, poemele lui Dan Botta poartă o răceală nordică în chihlimbarul ușor parnasian sub care sunt propuse: „Drumurile mediane,/  Plaiuri și savane,/ Lande monotone,/ Lirice Oenone/ Duceți-mi la vale/ Albele ovale”. Deși poet adevărat, subtilul cărturar greșește, sub vraja barbiană tocmai în limbaj, neexagerând în patinarea acestuia pe loc, precum Barbu Brezianu în „Zăvor fermecat”, dar exagerând, totuși. Drumurile devin...”mediane”, ținuturile sunt „lande” etc. Fondului eladic, la care se ajunge prin puritățile eleatului, Dan Botta îi suprapune cultura spirituală a vechii Thracii.
În eseul „Limite” afirmă: „Pantheismul concepției thracice străbate până în fundurile ei, ca o lumină de miracol, poezia noastră populară”. În „Poezie și cântec” el atrage atenția asupra faptului că „poporul românesc reprezintă (...) o seminție care, în toate formele vieții, manifestă omogenitatea cea mai strictă, o perfectă unitate etnică, lingvistică, spirituală”.
Întreaga sa eseistică este o vastă călătorie cărturărească, ea urmărind „Ridicarea la izvoare, permanența mitului, integrarea omului în univers, corespondența directă dintre om și lume” („Spiritul munților”).
Dramaturgia lui Dan Botta, „Comedia fantasmelor”, „Alkertis”, „Deliana”, „Soarele și luna”, „Sărmanul Dionis”, este greu de transpus scenic. Alegorii, parabole, elanuri lirice și epică totodată, în care se găsesc personaje și atmosferă de folclor românesc împletit cu mitologia – toate acestea, cum pot prinde chip cărunt în realitatea imediată?

Fără a fi dat o operă perfectă, de austeră maturitate, pe măsura aspirațiilor. Dan Botta ne-a lăsat, totuși o operă purtând nostalgia perfecțiunii. Poezia (între piscul barbian și pӧesc), eseistică (cu accente de filosofia culturii ce aduc aminte de Mircea Eliade), teatru (asemănător cu acela de mai târziu al lui Radu Stanca), toate converg sub aceeași cupolă, având o structură „mediană”.
Ca traducător, în 1956, Dan Botta a dat o excepțională traducere a „Baladelor villonești”, ediție prefațată de Tudor Arghezi.
Adept al ideologiei legionare, colaborator al revistei legionare "Sfarmă-Piatră", Botta fondează în 1941 revista „Dacia” împreună cu Octavian Tăslăuanu și Emil Giurgiuca.

## Opere publicate
- Eulalii, poeme, 1931
- Limite, eseuri, 1936
- Comedia Fantasmelor, 1939
- Alkestis, 1939
- Scenariu pentru un film romantic „Sărmanul Dionis”, 1940
- Charmion sau Despre muzică, 1941
- Scrieri, vol. 1-4, cu un studiu interogativ de Ion Biberi și un fragment de monografie neterminată de Eugen Schileru, București, 1968
- François Villon, Balade și alte poeme, traducere de Dan Botta, prezentare de Tudor Arghezi, București, 1956.

## Traduceri din literatura universală
- Ferreira de Castro - Oile Domnului, roman, Editura de Stat pentru Literatura și Artă, 1955
- Edgar Allan Poe - Scrieri Alese, Editura pentru Literatură Universală, 1963 (cu două variante de traducere artistică a poeziilor, de Emil Gulian și de Dan Botta)
- William Shakespeare, Regele Ioan
- François Villon, Balade și alte poeme, traducere de Dan Botta. Prezentare de Tudor Arghezi, Editura de Stat pentru Literatură și Artă, București 1956.